# Роб Вітофф
Роберт Аллен Вітофф (англ. Robert Allen Wiethoff) — американський актор, актор озвучення. Найбільш відомий завдяки ролі Джона Марстона у відеогрі Red Dead Redemption, її доповненні Undead Nightmare та приквелі Red Dead Redemption 2. Вітофф народився і виріс у Сеймурі, штат Індіана, відвідував середню школу Сеймура, а в 1999 році закінчив Університет Індіани. Незабаром після цього він переїхав до Лос-Анджелеса, щоб займатися акторством, але зіткнувся з труднощами в пошуку ролей, окрім невеликих ролей у фільмах і телевізійних рекламах. У 2008 році компанія Rockstar Games обрала Вітоффа на роль Джона Марстона, головного героя гри Red Dead Redemption; він працював над грою майже два роки. За цю роль він отримав нагороду за видатне виконання ролі персонажа на 14-й щорічній церемонії D.I.C.E. Awards.
Після виходу Red Dead Redemption Вітофф повернувся до Сеймуру, щоб зосередитися на сім'ї. Він одружився зі своєю дружиною Тейлер Пітчфорд, з якою має двох дітей. Він ненадовго повернувся до зйомок у Нью-Йорку для Undead Nightmare, DLC до Red Dead Redemption, але згодом залишився в Сеймурі, щоб працювати на будівництві, що дозволило йому проводити час із сім'єю. У 2014 році Вітофф повернувся, щоб зобразити Джона Марстона в Red Dead Redemption 2, приквелі оригінальної гри. Хоча йому сказали, що він буде потрібен близько року, він працював над грою майже чотири роки, оскільки його роль була розширена, і він став ігровим персонажем, як і в першій грі; Red Dead Redemption 2 вийшла у 2018 році.

## Раннє життя
Роберт Аллен Вітофф народився в Сеймурі, штат Індіана, 15 вересня 1976 року в сім'ї доктора Річарда Аллена Вітоффа та Ненсі Луїзи Вітофф (уродженої Спроулл). Дідусь Вітоффа по батьковій лінії, Кліффорд А. Вітхофф (помер у 2010 році), грав у чоловічій баскетбольній команді Indiana Hoosiers 1939-40 років. Коли йому було 17 місяців у лютому 1978 року, Вітофф відрізав собі перстеневий палець лівої руки, схопившись за ланцюг велотренажера; його пришили в Jewish Hospital в Луїсвіллі, і Вітофф став наймолодшою людиною в світі, якій успішно пересадили палець. Цей випадок планували показати в одному з епізодів програми America Alive! у вересні 1978 року, але згодом перенесли. Вітофф відвідував середню школу Сеймура, а в 1999 році закінчив Університет Індіани за спеціальністю «загальні науки». Він розглядав можливість вивчати авіацію в Університеті Пердью. У цей час він працював на кількох роботах, у тому числі вишибалою в Чикаго та рекрутером у компаніях, що займалися інформаційними технологіями.

## Кар'єра
Під час навчання в Університеті Індіани Вітофф зустрічався з дівчиною, яка згодом переїхала до Лос-Анджелеса. Він приїхав туди на тиждень і був переконаний багатьма людьми, що вони могли б запропонувати йому ролі в кіно, і незабаром переїхав; хоча він не сприймав пропозиції серйозно, він відчував, що це було б приємніше, ніж працювати на будівництві в Індіані. Обіцянки, які йому пропонували, не справдилися, і Вітофф залишився працювати барменом. Він не отримав багато акторських робіт, окрім кількох невеликих ролей у невеликих фільмах і телевізійній рекламі. Зрештою, він прожив у Лос-Анджелесі близько десяти років.
Вітофф отримав роль головного героя Джона Марстона у відеогрі Red Dead Redemption від Rockstar Games. Він пройшов прослуховування на роль у грудні 2008 року, складаючи білизну і читаючи свої репліки. Він вважав, що прослуховування було марною тратою часу, але через кілька днів отримав роль. Він працював над роллю майже два роки, а основне виробництво тривало близько шести тижнів. Запис відбувався протягом декількох тижнів, після чого робилася перерва на місяць або два. За оцінками Вітоффа, щодня записувалося близько 12-15 сцен. Під час запису знімальна група часто посилалася на сцени з гри Grand Theft Auto IV; Вітофф вдавав, що розуміє, перш ніж врешті-решт зізнався, що не грав у цю гру. За роль у Red Dead Redemption Вітофф отримав нагороду за видатну роль персонажа на 14-й щорічній церемонії D.I.C.E. Awards. Він був номінований за найкращу чоловічу роль на Spike Video Game Awards 2010 року, де Джон також був номінований на звання персонажа року. У 2013 році журнал Complex назвав гру Вітоффа однією з найкращих у відеоіграх, високо оцінивши зростання персонажа.
Після роботи над Red Dead Redemption у травні 2010 року Вітофф повернувся до Сеймура, щоб зосередитися на сім'ї; він почав працювати в компанії, що займається промисловим постачанням. Приблизно через місяць після повернення його попросили повернутися для озвучування Undead Nightmare (2010), який був записаний у Нью-Йорку, а не в Лос-Анджелесі. У листопаді 2010 року Вітофф почав працювати в компанії Bob Poynter GM у відділі продажів. Незабаром його найняли на будівництво, що дозволило йому проводити час із сім'єю. У вересні 2013 року Вітофф озвучив Лазаря в інтерактивній радіодрамі Codename Cygnus. У 2014 році Rockstar Games попросили Вітоффа повернутися для ще однієї гри: Red Dead Redemption 2, приквел до Red Dead Redemption. Йому сказали, що він буде потрібен близько року; він використав усі свої щорічні відпустки та лікарняні на роботі, щоб працювати над грою. Коли йому врешті-решт відмовили в дозволі на додаткову відпустку, він звільнився з роботи і почав працювати на будівництві у свого зятя під час перерв у зйомках. Вітофф витратив майже чотири роки на гру, оскільки його роль була розширена, щоб стати ігровим персонажем, як у першій грі. Повертаючись до персонажа, Вітофф звертався до власного життя; він завжди шукав схвалення у друзів-чоловіків своєї старшої сестри, так само, як Джон шукає схвалення у решти членів банди. Він також черпав натхнення для створення образу Джона від «досить крутих чуваків» у своєму рідному місті.
Після виходу гри Вітофф перетворив свій курник на домашній офіс, наповнений творами мистецтва та подарунками від фанатів.

## Особисте життя

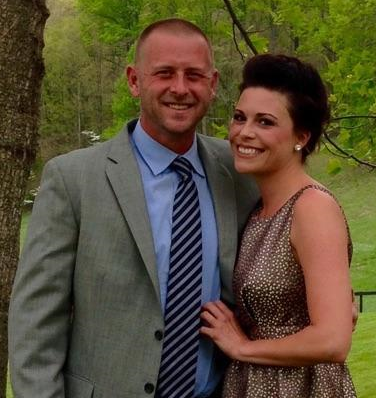
Роб із дружиною Тейлер у 2015 році

Вітофф одружився з Тейлер Ніколь Пітчфорд 10 червня 2011 року. Вони познайомилися в Лос-Анджелесі, де виросла Тейлер, під час розробки Red Dead Redemption. Після виходу гри пара переїхала до Сеймуру, щоб створити сім'ю. Їхні хлопчики-близнюки народилися 28 жовтня 2011 року; вони з'явилися на світ передчасно, приблизно на 28 тижні, що призвело до того, що після народження вони потребували інтенсивної медичної допомоги; вони провели близько семи тижнів у відділенні інтенсивної терапії новонароджених.

## Фільмографія

### Відеоігри
| Рік  | Назва                 | Роль         | Примітки                       |
| ---- | --------------------- | ------------ | ------------------------------ |
| 2010 | Red Dead Redemption   | Джон Марстон | Озвучування та захоплення руху |
| 2010 | Undead Nightmare      | Джон Марстон | Озвучування та захоплення руху |
| 2013 | Codename Cygnus       | Лазар        | Інтерактивна радіодрама        |
| 2018 | Red Dead Redemption 2 | Джон Марстон | Озвучування та захоплення руху |

### Фільми
| Рік  | Назва                                        | Роль                 | Примітки                                                     |
| ---- | -------------------------------------------- | -------------------- | ------------------------------------------------------------ |
| 2006 | 16 Blocks                                    | Суддя                |                                                              |
| 2009 | The Outside                                  | Тюрк                 | Також продюсер                                               |
| 2010 | Red Dead Redemption: The Man from Blackwater | Джон Марстон         | Машиніма короткометражний фільм, знятий за мотивами відеогри |
| 2011 | Double Tap                                   | Детектив Фіцджеральд |                                                              |

## Нагороди та номінації
| Дата           | Нагорода                       | Категорія                   | Робота              | Результат |  |
| -------------- | ------------------------------ | --------------------------- | ------------------- | --------- |  |
| 11 грудня 2010 | Spike Video Game Awards        | Найкраще чоловіче виконання | Red Dead Redemption | Номінація |  |
| 11 лютого 2011 | Interactive Achievement Awards | Видатна гра персонажу       | Red Dead Redemption | Перемога  |  |